# Thakre
Thakre (nep. थाक्रे) – gaun wikas samiti w środkowej części Nepalu w strefie Bagmati w dystrykcie Dhading. Według nepalskiego spisu powszechnego z 2001 roku liczył on 1599 gospodarstw domowych i 9065 mieszkańców (4459 kobiet i 4606 mężczyzn).